# Apple III
Az Apple III asztali számítógépet az Apple gyárotta és forgalmazta 1980 májusa és 1984 áprilisa között 47 hónapon keresztül. A7 Apple III egyike volt azoknak a számítógépeknek, amelyek az Apple nevet viselték.

## Történet
Az Apple III (gyakran: Apple ///) üzletorientált személyi számítógép, amelyet az Apple II utódjának szántak, de nem lett sikeres. A "Sara" fejlesztési nevű gépet először 1980. május 19-én jelentették és mutatták be, de a komoly stabilitási problémák miatt, amelyek tervezési felülvizsgálatot és a meglévő gépek visszahívását igényelték, a következő ősszel hivatalosan is újra bevezették. Az Apple III-at üzleti számítógépnek tervezték. Míg az Apple II számos fontos üzleti termék, például a VisiCalc, a Multiplan és az Apple Writer inspirációjához járult hozzá, a számítógép hardver architektúrája, operációs rendszere és fejlesztői környezete korlátozott volt. Az Apple III ezeket a gyengeségeket orvosolta. Steve Wozniak szerint a VisiCalc és a Disk II okozta az Apple II népszerűségét, mivel az eladott gépek kilencven százaléka a vállalkozásokhoz került, szemben a tervezett magán felhasználással. Miután felfedezték a logikai kártya tervezési hibáit, egy újabb logikai kártya kialakítást készítettek – amely alacsonyabb teljesítményigényt, szélesebb áramköri vezetékezést és jobban megtervezett chip foglalatokat tartalmazott. A 3495 dollárba kerülő átdolgozott modell 256 KiB RAM-ot is tartalmazott alapkonfigurációként. Az eredeti Apple III-ból eladott 14 000 darabot visszahívták – ebből 1982 decemberében talált vevőre 5000 darab –, és lecserélték a teljesen új, felülvizsgált modellre. Az Apple III Plus-t 1983 decemberében mutatták be 2995 dolláros áron. Az újabb verzió beépített órát, szabványos hátoldali csatlakozókat, és alapfelszereltségként 256 KiB RAM-ot és újratervezett billentyűzetet tartalmazott. A billentyűzet a korábbi bézs Apple IIe stílusában készült. A korábbi Apple III tulajdonosai szervizcsereként megszerezhették az újabb logikai kártyát. Elérhetővé tették az "Apple III Plus upgrade kit" névre keresztelt billentyűzet-frissítő készletet is, amely a billentyűzetet, a borítót, a billentyűzet-kódoló ROM-ot és a logócseréket tartalmazott. Az Apple III és III Plus számítógépekből összesen 90 000 darabot gyártottak és 65 000 darabot adtak el.
A bézs színű gép súlya 11,8 kg, magassága 122 mm, szélessége: 445 mm és mélysége 462 mm volt. A Apple III számítógépet egymagos 1,4 MHz-es MOS 6502A  processzor vezérelte, 8-bites architektúrát szolgált ki. Külső adattárolási lehetőséget a beépített 140kB 5,25 floppy drive nyújtott. A géphez 61 + 13 (szám) gombos billentyűzet tartozott A gépet Apple Sophisticated OS (SOS) 1.0 operációs rendszerrel szállította az Apple. A gép bemutatásakor az alapkiépítésben 128kB memóriát tartalmazott, maximálisan 512kB kezelésére volt képes a gyári specifikáció szerint. A gépet 4kB kapacitású ROM-mal szerelték. A számítógépnek nem volt saját kijelzője. Külső megjelenítő csatlakoztatására szolgált egy RCA és egy DB–15 csatlakozó, a külső megjelenítőn 280x192 (16 színben), 560x192 (fekete-fehérben) grafikai vagy 80x24 karakteres felbontás volt elérhető. Az Apple III a következő csatlakozási lehetőségeket kínálta: egy DB-25 (RS-232C), két DB-9, egy RCA, egy 35mm jack, egy beépített hangszóró. A gép bővíthetőségét szolgálta egy 50 tűs Apple-csatlakozó.

## Apple számítógépek technikai adatai
A táblázat nem tartalmazza az összes műszaki paramétert. Az egyes modelleknél a bemutatáskor érvényes adatokat soroljuk fel, a későbbi frissítéseket nem.
| Gépneve bemutatva kivezetve  | Méretmagasság szélesség mélység súlySzín | Processzortípus @órajel architektúra magok száma | Média                  | Billentyűzet   | Operációs rendszer               | Memóriaalap (max.) hely ROM | Kijelzőmérete felbontása | Grafikakimenet, képpont és szöveg felbontás           | Csatlakozókkazetta, játék, kijelző, soros, párhuzamos, hang...                  | Bővíthetőség                 |
| ---------------------------- | ---------------------------------------- | ------------------------------------------------ | ---------------------- | -------------- | -------------------------------- | --------------------------- | ------------------------ | ----------------------------------------------------- | ------------------------------------------------------------------------------- | ---------------------------- |
| Apple III1980 máj. 1984 ápr. | 122 mm 445 mm 462 mm 11,8 kg bézs        | MOS 6502A @1,4 MHz, 8 bit 1 mag                  | 140kB 525 floppy drive | 61 + 13 (szám) | Apple Sophisticated OS (SOS) 1.0 | 128kB, (512kB) 0 slot 4kB   |                          | 1xRCA 1xDB–15280x 192 @16 560x192 @monochrom80x24 @ff | · 1x DB-25 (RS-232C) · 2x DB-9 · 1x RCA · 1x 35mm jack · 1x beépített hangszóró | · 1x 50-tűs Apple-csatlakozó |

## Az Apple számítógépek az időben
| Az Apple számítógépek idővonalon |
| --- |
| |
| A színek kezdete a bemutató időpontja, a forgalmazás több esetben is hónapokkal később kezdődött. Megeshet, hogy egy csík végét kitakarja egy másik csík eleje. Előfordul, hogy a gyártás befejezését követően még egy ideig forgalomban marad a gép adott verziója. Az egyes eszközök technikai paraméterei a MacTracker alkalmazásból származnak. A Macintosh XL azért szerepel a grafikonon, mert technikailag a Lisa 2 utóda, de a neve miatt a Compact Macintosh számítógépek közé szokás besorolni. |